# Bourem Sidi Amar
Pour les articles homonymes, voir Bourem (homonymie).
Bourem Sidi Amar est une commune du Mali, dans le cercle de Diré et la région de Tombouctou.